# Тек, Ахмед Ферит
Ахмед Ферит-Бей Тек (тур. Ahmet Ferit Tek, 7 марта 1878, Бурса, Османская империя — 25 ноября 1971, Стамбул, Турция) — османский и турецкий государственный деятель, политик и дипломат. Министр внутренних дел Турции (1923—1924).

## Биография
Родился 7 марта 1878 в Бурсе, Османская империя. В 1894 году окончил в Стамбуле военное училище (Kuleli), а в 1896 году Военную академию. В 1897 окончил курс при Генеральном штабе. Владел французским и английским языками.
В 1897 году был сторонником конституционной монархии (младотурок) среди учащихся, вследствие чего был арестован, потому что пытался укрыть своего одноклассника и друга Юсуфа Акчуру. Он удерживался в течение 102 дней в каменных казармах (Taskisla). 8 сентября 1897 года Ахмед Ферит и другие были отправлены на пароме в Триполи в изгнание, где они должны были служить год в тюрьме. В 1897 Ахмед Ферит был амнистирован и его воинское звание было возвращено. Затем он работал в Генеральном штабе Трипольского отдела. За это время Ахмед Ферит познакомился со своей будущей женой. Вместе с Юсуфом Акчуром в 1900 году бежал на лодке в Тунис, а оттуда в Париж. В Париже принимал участие в политической жизни в изгнании других младотурок и одновременно посещал Высшую школу политических наук, которую он окончил 29 июня 1903 года. Во время учебы в Париже, он принял участие в первом съезде младотурок, который состоялся 4 февраля 1902-го.
Так как он не мог вернуться в Турцию, поселился в Египте и писал в Каире для турецкой газеты. Как только была объявлена Османская конституция, он смог вернуться в Стамбул. Он получил свою первую преподавательскую должность профессора в Университете административных наук, где преподавал политическую историю 18-го века.
После того, как депутат турецкого парламента, Сафета-паши, подал в отставку, Ахмед Ферит был избран в провинции Кютахья в парламент 18 ноября 1909-го. После того, как он подверг критике Республиканскую партию, Ахмед Ферит был исключен из партии. На парламентских выборах 1912 года он не был переизбран.
Во время Балканских войн Ахмет был капитаном где работал в Генеральном штабе в районе Чаталджа в Стамбуле, во время подписания Лондонского мирного договора (1913). После войны он снова работал в партийной газете. Газета была закрыта в связи с сообщением об убийстве Махмуда Шевкет-паши 13 июня 1913 года.

## Политическая деятельность
С 10 августа 1918 несколько месяцев был консулом в Киеве, позже жил в Казани, затем он вернулся в Стамбул.
В течение короткого периода был министром инфраструктуры в кабинете Дамат Мехмед Ферид-паши. Стал одним из основателей Национальной турецкой партии. Он был избран от провинции Кютахья в Османский парламент 12 января 1920 года. После того, как парламент был распущен союзной оккупационной властью, Ахмет Ферит отправился в Турцию, чтобы присоединиться к национальному сопротивлению под руководством Ататюрка.
30 мая 1920 Ахмед Тек был членом парламента в Анкаре. С 17 июля 1920 по 19 мая 1921 — заместитель министра финансов Турции. С 16 мая 1921 года он был министром финансов, но пробыл в результате споров в ходе бюджетных переговоров недолго на этой должности и подал в отставку с другими министрами 26 ноября 1921. Был избран представлять Совет министров в Париже. Тек принимал участие как дипломат в мирных переговорах в Лозанне.
30 октября 1923 — 21 мая 1924 — Министр внутренних дел Турции.
С 6 мая 1925 — Чрезвычайный и Полномочный Посол Турецкой Республики в Лондоне. Он оставался в течение семи лет на этой должности, пока в 1932 году не был назначен послом в Варшаве, где возглавлял посольство до декабря 1939 года. В 1934 году он принял после введения фамилий в Турции фамилию Тек. В 1939 году он работал в Министерстве иностранных дел в Анкаре. 5 декабря 1939 года назначен послом Турции в Токио. В 1943 году отправлен в отставку.

## Награды и знаки отличия
- орден Белого орла (Польша)
- медаль Независимости[англ.] (Турция)